# Europaparlamentsvalet 2004
Europaparlamentsvalet 2004 ägde rum mellan den 10 juni 2004 och den 13 juni 2004 i Europeiska unionens medlemsstater, med varierande valdagar. Rösterna räknades när vallokalerna hade stängts, men resultatet fick inte offentliggöras förrän samtliga medlemsstater hade avslutat valet, så att resultatet från en medlemsstat inte skulle påverka väljarna i en annan medlemsstat där valet fortfarande pågick. Emellertid offentliggjorde Nederländerna, som röstade 10 juni 2004, ett preliminärt valresultat så fort rösterna hade räknats, det vill säga redan på torsdagen, vilket kritiserades av Europeiska kommissionen.
Drygt 352 miljoner människor hade rösträtt, vilket innebar att valet utgjorde det dittills största transnationella valet, och det näst största valet efter Indiens parlamentsval. Väljarna valde 732 ledamöter till det nya parlamentet. Valdeltagandet fortsatte att sjunka till drygt 45 procent, vilket innebar att trenden med avtagande valdeltagande fortsatte.
Valresultatet visade på ett generellt nederlag för de regerande partierna och ett ökat stöd för de euroskeptiska partierna. Ingen politisk grupp uppnådde egen majoritet. Inte heller parlamentets maktbalans förändrades markant, trots de tio nya medlemsstaterna. Valet innebar uppkomsten av nya politiska grupper och slutet för andra. Som ett resultat av valet inledde Gruppen för Europeiska folkpartiet (kristdemokrater) och Europademokrater (EPP-ED) åter sitt samarbete med Socialdemokratiska gruppen i Europaparlamentet (PES), som de hade haft uppehåll från mellan 1999 och 2004.

## Föregående valperiod

Mandatfördelning vid valet 1999.

Två händelser mellan valet 1999 och valet 2004 skulle påverka utformningen av valet särskilt mycket. Den första händelsen bestod av att Europeiska unionens råd under 2002 beslutade att ändra Europeiska unionens valakt. Ändringarna innebar bland annat att det för första gången blev ett formellt krav att valen på nationell nivå skulle vara proportionella, något som Storbritannien inte hade levt upp till innan valet 1999. Sedan 1999 tillämpade dock alla medlemsstater ett proportionellt valsystem på nationell basis vid val till Europaparlamentet. En annan ändring innebar att en medlemsstat kunde påbörja sin rösträkning redan när den avslutat sin del av valet. Dock fick inga resultat, varken preliminära eller slutgiltiga, offentliggöras förrän valet var avklarat i alla medlemsstater.
Den andra stora händelsen ägde rum bara drygt en månad innan valet. Då expanderade unionen i sin dittills största utvidgning, genom att uppta tio nya medlemsstater. Detta innebar att antalet ledamöter i parlamentet utökades och att antalet europeiska väljare var rekordstort.

## Utformning
Även om flera ändringar genomfördes i Europeiska unionens valakt, var utformningen av valet 2004 i princip densamma som valet 1999. I valet tillämpades allmän rösträtt för myndiga unionsmedborgare. Varje medlemsstat tilldelades ett antal mandat i förhand, som i varje medlemsstat fördelades proportionellt mellan de nationella politiska partierna och oberoende kandidater efter valresultatet.
I likhet med tidigare Europaparlamentsval, ägde valet rum under fyra dagar; från en torsdag till en söndag. De flesta medlemsstaterna valde att hålla sina val på söndagen. Dessutom valde vissa medlemsstater att dela upp sitt territorium i flera valkretsar, även om de flesta valde att delta som en enda valkrets.
Nationella och lokala val hölls parallellt med Europaparlamentsvalet på flera håll, däribland i Luxemburg, som av tradition alltid håller sitt nationella parlamentsval samtidigt som Europaparlamentsvalet.

## Genomförande

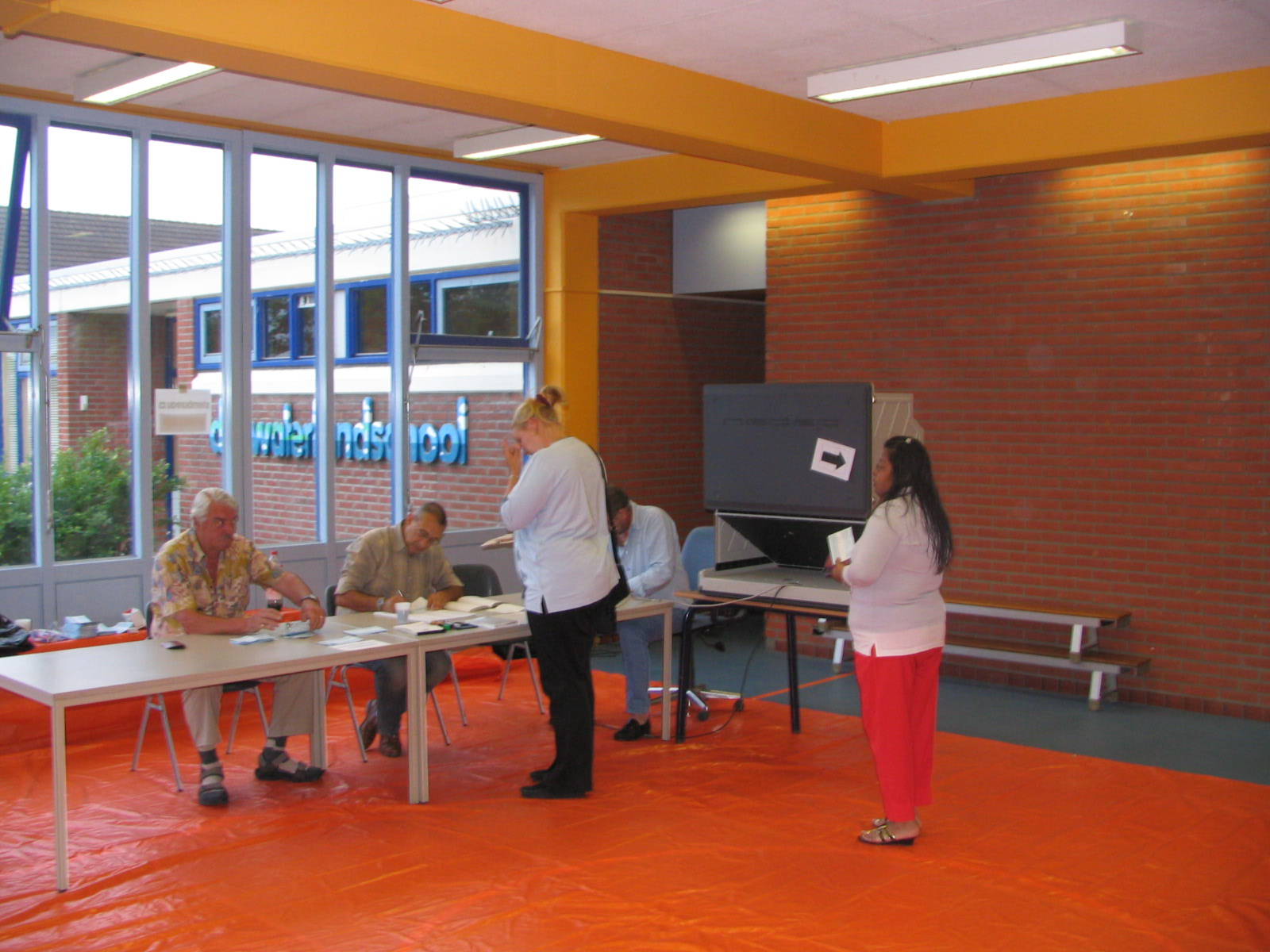
Väljare i en nederländsk vallokal.

Torsdagen den 10 juni 2004 påbörjades valet i Nederländerna och Storbritannien. Trots att det inte var förenligt med gemenskapsrätten, valde Nederländerna att offentliggöra ett preliminärt valresultat redan på torsdagen. Detta kritiserades senare av Europeiska kommissionen, eftersom offentliggörandet kunde påverka hur väljarna i andra medlemsstater röstade.
Under fredagen fortsatte valet i Irland och Tjeckien. Tjeckien fortsatte med sitt val under lördagen. Då hölls valet även i Italien, Lettland och Malta. Italien fortsatte med sitt val på söndagen parallellt med resterande medlemsstater.
Totalt fanns det över 14 600 kandidater i valet. I Irland, Malta och Nordirland tillämpades enkel överförbar röst, medan övriga medlemsstater tillämpade någon typ av listval.

## Trender

### Valdeltagande
Valdeltagandet fortsatte att minska i valet, och hamnade på drygt 45 procent. Detta var det dittills lägsta valdeltagandet i ett ordinarie Europaparlamentsval. Detta innebar att valdeltagandet minskade för femte gången i rad.
Stora skillnader återfanns dock mellan olika medlemsstater. I exempelvis Belgien och Luxemburg, där röstplikt tillämpades, nådde valdeltagandet över 90 procent. Å andra sidan nådde valdeltagandet i Slovakien inte ens upp till 17 procent. De fem medlemsstaterna med lägst valdeltagande var alla nya medlemsstater, stater som hade anslutit sig till unionen den 1 maj 2004. I genomsnitt var valdeltagandet i dessa medlemsstater betydligt lägre än i övriga unionen. Av de gamla medlemsstaterna var valdeltagandet lägst i Sverige, Portugal och Storbritannien.

### Europeiska partier

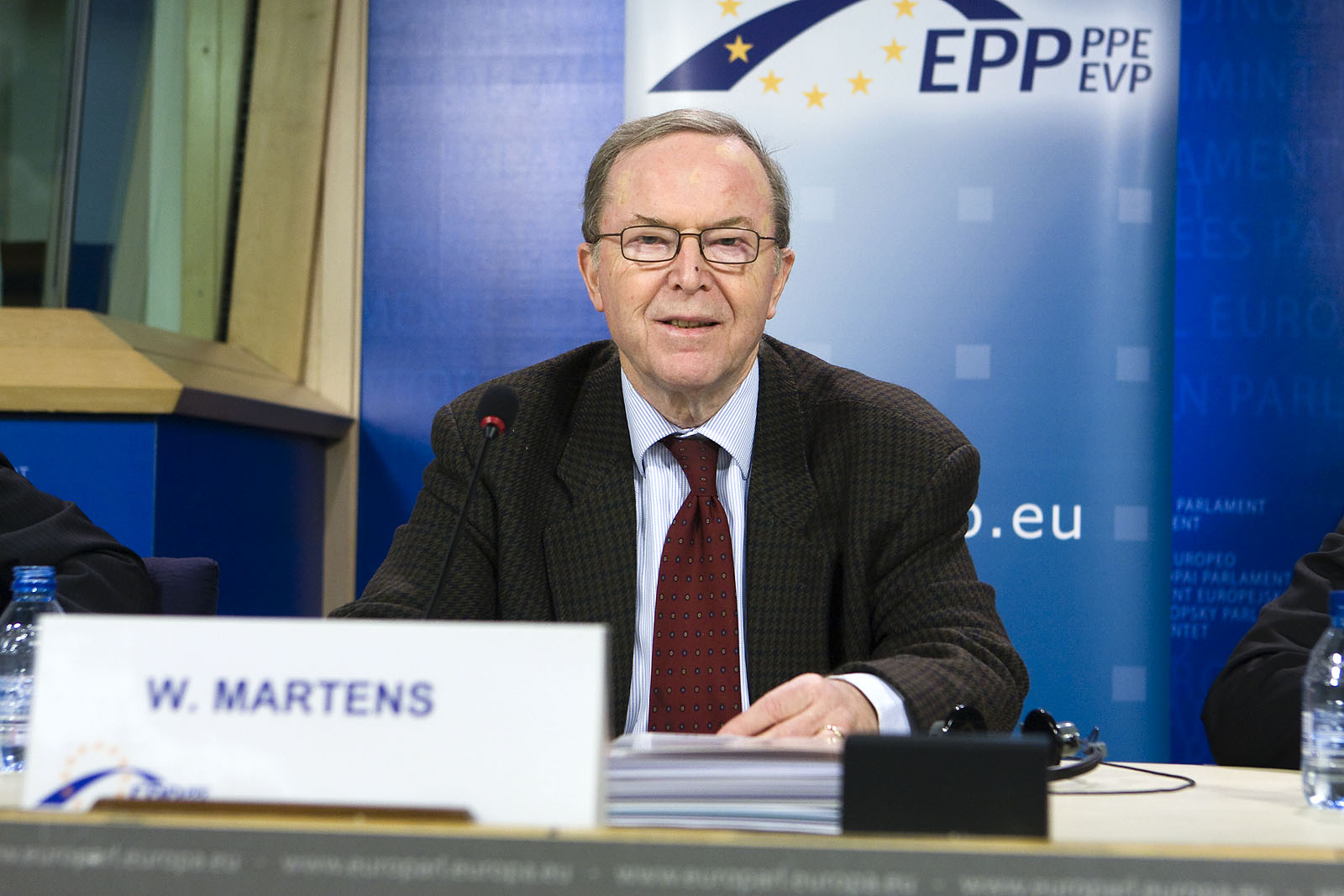
Wilfried Martens var partiledare för Europeiska folkpartiet.

Under 2003 hade Europaparlamentet och rådet antagit nya bestämmelser rörande europeiska partier. Även om europeiska partier omnämndes redan i fördraget om Europeiska unionen i början av 1990-talet, var det först genom förordningen 2003 som begreppet introducerades på allvar.
Inför valet konsoliderades de redan existerande europeiska partierna Europeiska folkpartiet, Europeiska socialdemokratiska partiet, Europeiska liberala, demokratiska och reformistiska partiet, Europeiska fria alliansen samt Alliansen för nationernas Europa i enlighet med förordningen. Samtidigt bildades flera nya europeiska partier, däribland Europeiska gröna partiet och Europeiska vänsterpartiet. Det huvudsakliga syftet med de europeiska partierna var att komplettera de redan existerande politiska grupperna i Europaparlamentet. Medan de politiska gruppernas verksamhet var helt koncentrerad till parlamentets interna arbete i kammaren, var de europeiska partiernas uppgift att bedriva en allmän politiska debatt i hela unionen.

## Valresultat

### Valresultat efter europeiskt parti
| Europeiska folkpartiet | Wilfried Martens | Gruppen EPP-ED | 45 100 397 | 29,22 % | 227 | 31,01 % |  |

| Europeiska socialdemokratiska partiet | Poul Nyrup Rasmussen | Gruppen PES | 32 386 681 | 20,99 % | 193 | 26,37 % |  |

| Europeiska liberala, demokratiska och reformistiska partiet | Werner Hoyer | Gruppen ALDE | 9 344 188 | 6,06 % | 59 | 8,02 % |  |

| Europeiska gröna partiet | Monica Frassoni, Daniel Cohn-Bendit | Gruppen G/EFA | 8 068 515 | 5,23 % | 33 | 4,48 % |  |

| Alliansen för nationernas Europa | Cristiana Muscardini | Gruppen UEN | 7 152 973 | 4,64 % | 27 | 3,67 % |  |

| Europeiska vänsterpartiet | Fausto Bertinotti | Gruppen GUE/NGL | 5 492 171 | 3,56 % | 17 | 2,31 % |  |

| Europeiska fria alliansen | Nelly Maes | Gruppen G/EFA | 456 236 | 0,30 % | 4 | 0,54 % |  |

| Oberoende partier och kandidater |  |  | 46 320 417 | 30,02 % | 172 | 23,50 % |  |

| Röstberättigade | 352 611 232 |  | Antal röster | 160 204 281 (45,43 %) |  | Giltiga röster | 154 321 578 |  | Ogiltiga röster | 5 882 703 |  |

### Valresultat efter politisk grupp
|  |  | EPP-ED | PES | ALDE | G/EFA | GUE/NGL | IND/DEM | UEN | NI | Mandat | Deltagande |  |
|  |  | ------ | --- | ---- | ----- | ------- | ------- | --- | -- | ------ | ---------- |  |

| Belgien |  | 6     | 7   | 6   | 2   | – | – | – | 3 | 24 | 90,8 % |  |
| ------- |  | ----- | --- | --- | --- | - | - | - | - | -- | ------ |  |
|         |  | 1+4+1 | 3+4 | 3+3 | 1+1 | – | – | – | 3 |    |        |  |

| Cypern |  | 3   | – | 1 | – | 2 | – | – | – | 6 | 72,5 % |  |
| ------ |  | --- | - | - | - | - | - | - | - | - | ------ |  |
|        |  | 2+1 | – | 1 | – | 2 | – | – | – |   |        |  |

| Danmark |  | 1 | 5 | 4   | 1 | 1 | 1 | 1 | – | 14 | 47,9 % |  |
| ------- |  | - | - | --- | - | - | - | - | - | -- | ------ |  |
|         |  | 1 | 5 | 1+3 | 1 | 1 | 1 | 1 | – |    |        |  |

| Estland |  | 1 | 3 | 2   | – | – | – | – | – | 6 | 26,8 % |  |
| ------- |  | - | - | --- | - | - | - | - | - | - | ------ |  |
|         |  | 1 | 3 | 1+1 | – | – | – | – | – |   |        |  |

| Finland |  | 4 | 3 | 5   | 1 | 1 | – | – | – | 14 | 39,4 % |  |
| ------- |  | - | - | --- | - | - | - | - | - | -- | ------ |  |
|         |  | 4 | 3 | 4+1 | 1 | 1 | – | – | – |    |        |  |

| Frankrike |  | 17 | 31 | 11 | 6 | 3 | 3 | – | 7 | 78 | 42,8 % |  |
| --------- |  | -- | -- | -- | - | - | - | - | - | -- | ------ |  |
|           |  | 17 | 31 | 11 | 6 | 3 | 3 | – | 7 |    |        |  |

| Grekland |  | 11 | 8 | – | – | 4   | 1 | – | – | 24 | 63,2 % |  |
| -------- |  | -- | - | - | - | --- | - | - | - | -- | ------ |  |
|          |  | 11 | 8 | – | – | 3+1 | 1 | – | – |    |        |  |

| Irland |  | 5 | 1 | 1 | – | 1 | 1 | 4 | – | 13 | 59,0 % |  |
| ------ |  | - | - | - | - | - | - | - | - | -- | ------ |  |
|        |  | 5 | 1 | 1 | – | 1 | 1 | 4 | – |    |        |  |

| Italien |  | 24         | 16     | 12      | 2 | 7   | – | 9 | 8       | 78 | 71,7 % |  |
| ------- |  | ---------- | ------ | ------- | - | --- | - | - | ------- | -- | ------ |  |
|         |  | 16+1+1+1+5 | 2+2+12 | 2+2+1+7 | 2 | 2+5 | – | 9 | 1+4+1+2 |    |        |  |

| Lettland |  | 3   | – | 1 | 1 | – | – | 4 | – | 9 | 41,3 % |  |
| -------- |  | --- | - | - | - | - | - | - | - | - | ------ |  |
|          |  | 1+2 | – | 1 | 1 | – | – | 4 | – |   |        |  |

| Litauen |  | 2 | 2 | 7   | – | – | – | 2   | – | 13 | 48,3 % |  |
| ------- |  | - | - | --- | - | - | - | --- | - | -- | ------ |  |
|         |  | 2 | 2 | 5+2 | – | – | – | 1+1 | – |    |        |  |

| Luxemburg |  | 3 | 1 | 1 | 1 | – | – | – | – | 6 | 91,3 % |  |
| --------- |  | - | - | - | - | - | - | - | - | - | ------ |  |
|           |  | 3 | 1 | 1 | 1 | – | – | – | – |   |        |  |

| Malta |  | 2 | 3 | – | – | – | – | – | – | 5 | 82,4 % |  |
| ----- |  | - | - | - | - | - | - | - | - | - | ------ |  |
|       |  | 2 | 3 | – | – | – | – | – | – |   |        |  |

| Nederländerna |  | 7 | 7 | 5   | 4   | 2 | 2 | – | – | 27 | 39,3 % |  |
| ------------- |  | - | - | --- | --- | - | - | - | - | -- | ------ |  |
|               |  | 7 | 7 | 1+4 | 2+2 | 2 | 2 | – | – |    |        |  |

| Polen |  | 19   | 8   | 4 | – | – | 10 | 7 | 6 | 54 | 20,9 % |  |
| ----- |  | ---- | --- | - | - | - | -- | - | - | -- | ------ |  |
|       |  | 15+4 | 5+3 | 4 | – | – | 10 | 7 | 6 |    |        |  |

| Portugal |  | 9   | 12 | – | – | 3   | – | – | – | 24 | 38,6 % |  |
| -------- |  | --- | -- | - | - | --- | - | - | - | -- | ------ |  |
|          |  | 2+7 | 12 | – | – | 1+2 | – | – | – |    |        |  |

| Slovakien |  | 8     | 3 | – | – | – | – | – | 3 | 14 | 17,0 % |  |
| --------- |  | ----- | - | - | - | - | - | - | - | -- | ------ |  |
|           |  | 3+3+2 | 3 | – | – | – | – | – | 3 |    |        |  |

| Slovenien |  | 4   | 1 | 2 | – | – | – | – | – | 7 | 28,3 % |  |
| --------- |  | --- | - | - | - | - | - | - | - | - | ------ |  |
|           |  | 2+2 | 1 | 2 | – | – | – | – | – |   |        |  |

| Spanien |  | 24 | 24 | 2   | 3     | 1 | – | – | – | 54 | 45,1 % |  |
| ------- |  | -- | -- | --- | ----- | - | - | - | - | -- | ------ |  |
|         |  | 24 | 24 | 1+1 | 1+1+1 | 1 | – | – | – |    |        |  |

| Storbritannien |  | 28   | 19 | 12 | 5     | 1 | 11 | – | 2   | 72 | 38,2 % |  |
| -------------- |  | ---- | -- | -- | ----- | - | -- | - | --- | -- | ------ |  |
|                |  | 27+1 | 19 | 12 | 2+1+2 | 1 | 11 | – | 1+1 |    |        |  |

| Sverige |  | 5   | 5 | 3   | 1 | 2 | 3 | – | – | 19 | 37,9 % |  |
| ------- |  | --- | - | --- | - | - | - | - | - | -- | ------ |  |
|         |  | 1+4 | 5 | 1+2 | 1 | 2 | 3 | – | – |    |        |  |

| Tjeckien |  | 14    | 2 | – | – | 6 | – | – | 2 | 24 | 28,3 % |  |
| -------- |  | ----- | - | - | - | - | - | - | - | -- | ------ |  |
|          |  | 2+9+3 | 2 | – | – | 6 | – | – | 2 |    |        |  |

| Tyskland |  | 49   | 23 | 7 | 13 | 7 | – | – | – | 99 | 43,0 % |  |
| -------- |  | ---- | -- | - | -- | - | - | - | - | -- | ------ |  |
|          |  | 40+9 | 23 | 7 | 13 | 7 | – | – | – |    |        |  |

| Ungern |  | 13   | 9 | 2 | – | – | – | – | – | 24 | 38,5 % |  |
| ------ |  | ---- | - | - | - | - | - | - | - | -- | ------ |  |
|        |  | 12+1 | 9 | 2 | – | – | – | – | – |    |        |  |

| Österrike |  | 6 | 7 | – | 2 | – | – | – | 3   | 18 | 42,4 % |  |
| --------- |  | - | - | - | - | - | - | - | --- | -- | ------ |  |
|           |  | 6 | 7 | – | 2 | – | – | – | 1+2 |    |        |  |

| Europeiska unionen |  | 268    | 200   | 88    | 42     | 41    | 32 | 27 | 34 | 732 | 45,6 % |  |
| ------------------ |  | ------ | ----- | ----- | ------ | ----- | -- | -- | -- | --- | ------ |  |
|                    |  | 227+41 | 193+7 | 59+29 | 4+33+5 | 17+24 | 32 | 27 | 34 |     |        |  |

## Händelser efter valet

### Omgrupperingar

Mandatfördelningen efter politisk grupp efter valet.

Efter valet skedde vissa förändringar bland de politiska grupperna i Europaparlamentet. En ny grupp, Gruppen Oberoende/Demokrati, bildades bestående av euroskeptiska partier. Denna grupp var i praktiken en fortsättning på den tidigare Gruppen för demokratiernas och mångfaldens Europa.
Europeiska liberala, demokratiska och reformistiska partiet ombildade sin politiska grupp till Gruppen Alliansen liberaler och demokrater för Europa, för att gruppen skulle kunna uppta vissa liberala och demokratiska partier som inte var medlemmar i partiet. Dessa liberala och demokratiska partier bildade senare samma år Europeiska demokratiska partiet. Europeiska socialdemokratiska partiets grupp bytte samtidigt namn till Socialdemokratiska gruppen i Europaparlamentet.
Dagen efter parlamentets första sammanträde anslöt sig Lega Nord samt en tjeckisk ledamot från Nezávislí demokraté till Oberoende/Demokrati, vilket ökade gruppens mandat till 37. Sammansättningen ändrades ytterligare genom valet i Bulgarien och valet i Rumänien efter deras anslutning till unionen den 1 januari 2007.
Europeiska folkpartiets grupp fortsatte att vara den största politiska gruppen, följt av den socialdemokratiska gruppen. Antalet politiska grupper förändrades inte jämfört med valet 1999.
| Gruppen för Europeiska folkpartiet (kristdemokrater) och Europademokrater | kristdemokrati, liberalkonservatism | Hans-Gert Pöttering |  | 268 |  |

| Socialdemokratiska gruppen i Europaparlamentet | socialdemokrati | Martin Schulz |  | 200 |  |

| Gruppen Alliansen liberaler och demokrater för Europa | liberalism, socialliberalism | Graham Watson |  | 88 |  |

| Gruppen De gröna/Europeiska fria alliansen | grön ideologi, regionalism | Daniel Cohn-Bendit, Monica Frassoni |  | 42 |  |

| Gruppen Europeiska enade vänstern/Nordisk grön vänster | socialism, kommunism | Francis Wurtz |  | 41 |  |

| Gruppen Oberoende/Demokrati | euroskepticism, konservatism | Nigel Farage, Jens-Peter Bonde |  | 32 |  |

| Gruppen Unionen för nationernas Europa | konservatism, anti-federalism | Brian Crowley, Cristiana Muscardini |  | 27 |  |

| Grupplösa i Europaparlamentet |  |  |  | 34 |  |

### Val av talman och vice talmän

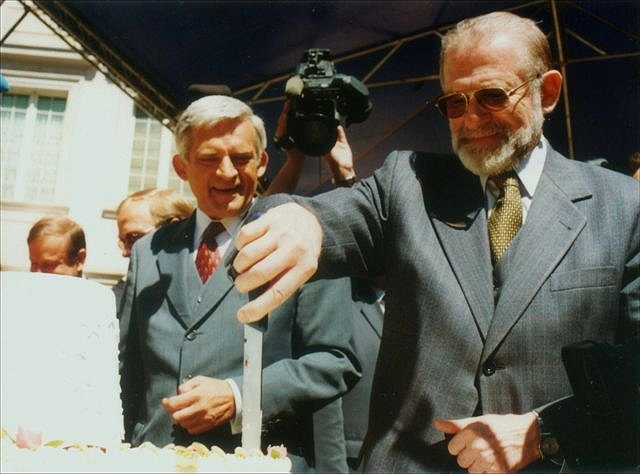
Geremek blev inte vald till talman. I bakgrunden syns Jerzy Buzek.

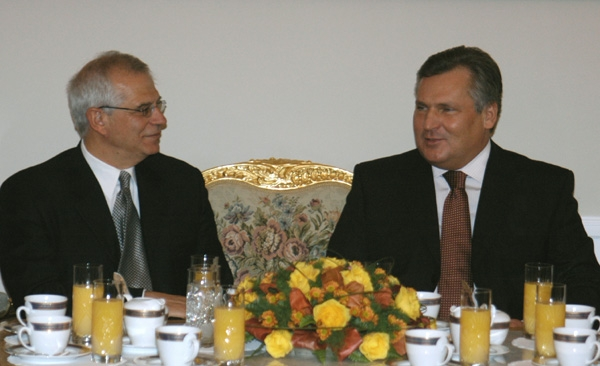
Josep Borrell Fontelles blev vald till talman i första omgången.

Det nyvalda Europaparlamentet sammanträde för första gången den 20 juli 2004. Det första sammanträdet leddes av ålderspresidenten Giovanni Berlinguer. Parlamentets första uppgift var att välja en talman och fjorton vice talmän.
Totalt fanns det tre kandidater till talmansposten. Den första kandidaten var Josep Borrell Fontelles, vars kandidatur erhöll stöd från både Socialdemokratiska gruppen i Europaparlamentet (PES) och Gruppen Europeiska folkpartiet (kristdemokrater) och Europademokrater (EPP-ED). Att EPP-ED gav sitt stöd till en socialdemokratisk kandidat innebar en återgång till den stora koalition som pågick oavbrutet mellan Europaparlamentsvalet 1979 och Europaparlamentsvalet 1999. Den andra kandidaten var Bronisław Geremek, vars kandidatur erhöll stöd från Gruppen Alliansen liberaler och demokrater för Europa (ALDE) och Gruppen De gröna/Europeiska fria alliansen (G/EFA).
Båda dessa koalitioner kritiserades skarpt av vänstergruppens gruppledare Francis Wurtz, som menade att de andra politiska grupperna hade förvrängt den politiska bilden för väljarna genom att efter valet ingå samarbete med sina politiska motståndare. Istället föreslog vänstergruppen Wurtz som sin kandidat till talmansposten.
Redan i den första omgången erhöll Josep Borrell Fontelles absolut majoritet, vilket innebar att han valdes till ny talman. Direkt efter valet kritiserades koalitionen mellan PES och EPP-ED av samtliga övriga politiska grupper, inklusive vissa grupplösa ledamöter.
I valet av de fjorton vice talmännen fanns endast fjorton kandidater, vilket innebar att de kunde väljas i klump med acklamation. Därefter hölls en omröstning om de valda vice talmännen i syfte att rangordna dem.
Den 21 juli 2004 genomfördes ytterligare val i kammaren. Denna gång valdes fem kvestorer. Parlamentet fastställde också utskottens storlek. Deras sammansättning godkändes den 22 juli 2004.

### Val av ny kommission

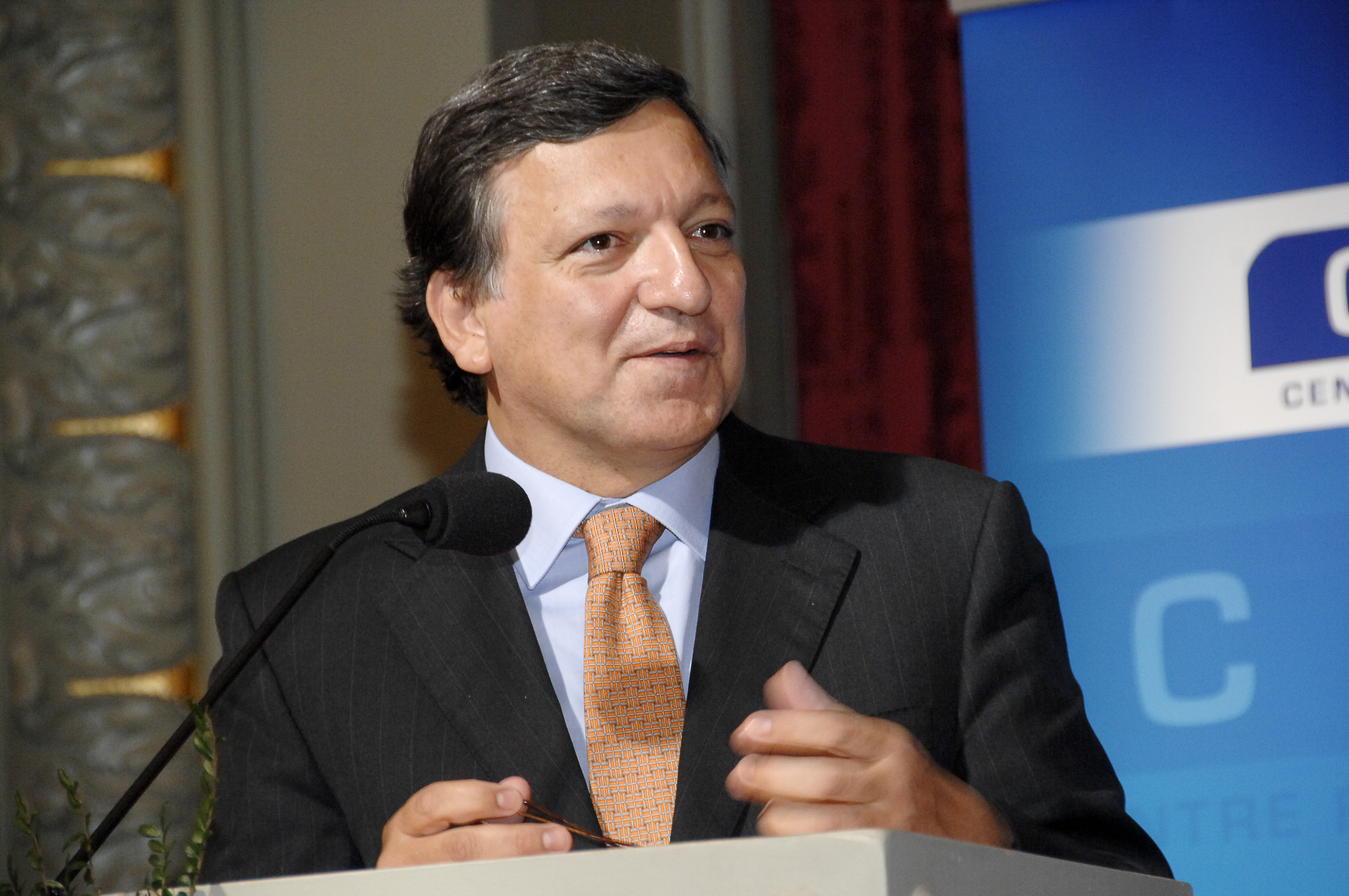
José Manuel Barroso valdes till ny ordförande den 22 juli 2004.

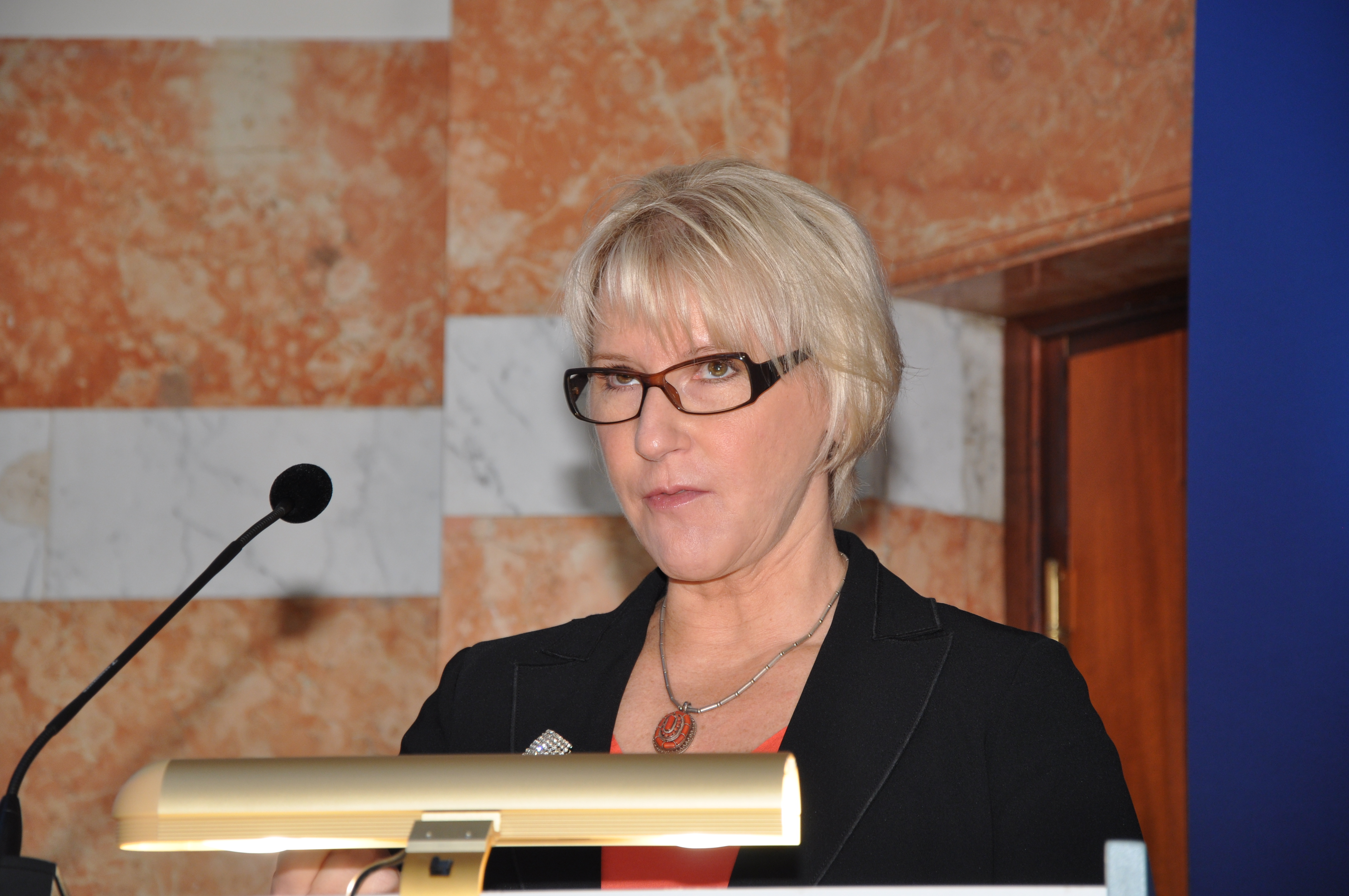
Margot Wallström valdes till en av kommissionens vice ordförande.

Strax efter valet påbörjades arbetet med att välja en ny kommission. Bland flera medlemsstater, däribland Frankrike, Irland och Tyskland, fanns ett starkt stöd för den belgiske premiärministern Guy Verhofstadt (ELDR), som ansågs vara en politiskt stark och pro-federalistisk person. Andra medlemsstater, särskilt Storbritannien, motsatte sig Verhofstadt på grund av hans federalistiska hållning. Samtidigt krävde Europeiska folkpartiet (EPP), som hade haft vissa framgångar i Europaparlamentsvalet, att en person från deras politiska läger valdes till ny ordförande för kommissionen. Andra kandidater som lyftes fram var Franz Fischler (EPP), António Vitorino (PES) och Michel Barnier (EPP).
Slutligen föreslog istället Europeiska rådet helt oväntat Portugals premiärminister José Manuel Barroso till posten. Parlamentet godkände Barroso som ny ordförande den 22 juli 2004 med röstsiffrorna 413 för och 215 mot. Största delen av hans stöd kom som väntat från den politiska gruppen EPP-ED.
Därefter påbörjades processen med att nominera och godkänna övriga kommissionärer. Ursprungligen var det tänkt att den nya kommissionen skulle tillträda den 1 november 2004, men på grund av dispyter kring vem som skulle ingå i kommissionen förlängdes istället det sittande kommissionen Prodis mandat. För att kunna tillträda behövde förslaget till ny kommission godkännas av Europaparlamentet. Under utfrågningarna av de föreslagna kommissionärerna, framkom det att ett av förslagen, italienaren Rocco Buttiglione, hade en mycket kontroversiell syn på homosexualitet.
För första gången vägrade därför Europaparlamentet att godkänna det förslag till ny kommission som hade lagts fram. Därför tvingades Barroso att dra tillbaka sitt förslag, ändra om det och lägga fram det på nytt. Flera av de ursprungliga kandidaterna, däribland Buttiglione, togs bort i det andra förslaget.
Efter att slutligen ha godkänts i sin helhet av parlamentet, kunde kommissionen tillträda den 22 november 2004. De nya kommissionen bestod då av 25 kommissionärer, en från varje medlemsstat, med fem vice ordförande.